# Escharoides
Escharoides is een mosdiertjesgeslacht uit de familie van de Exochellidae en de orde Cheilostomatida. De wetenschappelijke naam ervan is in 1836 voor het eerst geldig gepubliceerd door Henri Milne-Edwards.

## Soorten
- Escharoides adeonelloides (Ortmann, 1890)
- Escharoides angela (Hutton, 1873)
- Escharoides bidenkapi (Kluge, 1946)
- Escharoides biseriatata Liu, 2001
- Escharoides bishopi De Blauwe, 2006
- Escharoides centrota (Maplestone, 1904)
- Escharoides coccinea (Abildgaard, 1806)
- Escharoides contorta (Busk, 1854)
- Escharoides costifer (Osburn, 1914)
- Escharoides cuneiformis Guha & Gopikrishna, 2007
- Escharoides custodis Florence, hayward & Gibbons, 2007
- Escharoides distincta Hayward & Cook, 1979
- Escharoides excavata (MacGillivray, 1860)
- Escharoides falcifera d'Hondt, 1986
- Escharoides immersoecetata Liu, 2001
- Escharoides jacksonii (Waters, 1900)
- Escharoides longirostris Dumont, 1981
- Escharoides mamillata (Wood, 1844)
- Escharoides martae Marcus, 1955
- Escharoides megarostris (Canu & Bassler, 1928)
- Escharoides molinai Moyano, 1983
- Escharoides monstruosa (Kluge, 1946)
- Escharoides praestita (Waters, 1904)
- Escharoides ramulosum Okada & Mawatari, 1937
- Escharoides sauroglossa Levinsen, 1909
- Escharoides torquata Hayward & Ryland, 1991
- Escharoides tridens (Calvet, 1909)

Niet geaccepteerde soort:
- Escharoides biformata Waters, 1904 → Trilochites biformatus (Waters, 1904)
- Escharoides billardi Calvet, 1906 → Buskea billardi (Calvet, 1906)
- Escharoides bubeccata Rogick, 1955 → Antarcticaetos bubeccata (Rogick, 1955)
- Escharoides jacksoni (Waters, 1900) → Escharoides jacksonii (Waters, 1900)
- Escharoides occlusa Busk, 1884 → Cigclisula occlusa (Busk, 1884)
- Escharoides rhomboidalis Ortmann, 1890 → Buchneria rhomboidalis (Ortmann, 1890)
- Escharoides sarsii Smitt, 1868 → Posterula sarsii (Smitt, 1868)
- Escharoides spinigera Phillips, 1900 → Fodinella spinigera (Philipps, 1900)
- Escharoides teres Ortmann, 1890 → Buchneria teres (Ortmann, 1890)